# Loreto (Dinagat Islands)
Loreto ist eine philippinische Stadtgemeinde im Norden der Provinz Dinagat Islands. 
Sie hat 9309 Einwohner (Zensus 1. August 2015). Loreto ist eine von sieben Stadtgemeinden auf der Insel Dinagat. 
Die im Nordwesten vorgelagerte Insel Hibuson gehört zur Gemeinde. Im Süden liegt die Nachbargemeinde Tubajon.

## Baranggays
Loreto ist politisch in zehn Baranggays unterteilt.
- Carmen (Pob.)
- Esperanza
- Ferdinand
- Helene
- Liberty
- Magsaysay
- Panamaon
- San Juan (Pob.)
- Santa Cruz (Pob.)
- Santiago (Pob.)

## Wirtschaft
Auf dem Gebiet der Stadtgemeinde gibt es Aluminium-, Nickel-, Chromit-, Gold-, Sand-, Guano-, Quarzsand-, Tonstein- und Rohphosphatvorkommen.